# Petersfield, Hampshire
Petersfield este un oraș în comitatul Hampshire, regiunea South East England, Anglia. Orașul se află în districtul East Hampshire a cărui reședință este.

## Personalități născute aici
- Alex Lawther (n. 1995), actor.